# فرانشيشك بوجاك
فرانشيشك بوجاك (بالبولندية: Franciszek Bujak)‏ هو سياسي بولندي، ولد في 16 أغسطس 1875 في بولندا، وتوفي في نفس البلد 21 مارس 1953. حزبياً، نشط في Polish People's Party "Piast" (1913–1931) ‏.